# Ağrı (provincie)
Ağrı is een provincie in het overwegend Koerdische gedeelte van Turkije. De provincie is 11.376 km² groot en had in 2007 een inwonertal van 530.879. De hoofdstad, Ağrı, heeft rond de 100.000 inwoners (2009).
De berg Ararat (Ağrı dağı) ligt deels in de naastgelegen provincie Iğdır. Gezien de naam zou men denken dat de berg volledig in Ağrı zou liggen, maar in werkelijkheid ligt hij voor twee derde binnen de provinciegrenzen van Iğdır.Agri heeft een Koerdische bevolking, waarvan 93,2% Kurmancî is , 6,8% Irakese Soranî is.
In Agri wordt er 81% Koerdisch, 11% Arabisch en 8% Turks gesproken.

## Bevolking
Op 1 januari 2017 telde de provincie Ağrı 536.285 inwoners. De meeste inwoners wonen in het gelijknamige district Ağrı, gevolgd door Patnos en Doğubeyazıt. De minst bevolkte districten zijn Hamur en Taşlıçay. De Turkse-koerden vormen de meerderheid in de provincie.
| Bevolking per district | Bevolking per district | Bevolking per district |
| District               | Bevolking              | Bevolking              |
| District               | 2007                   | 2017                   |
| ---------------------- | ---------------------- | ---------------------- |
| Ağrı                   | 133.592                | 149.581                |
| Patnos                 | 120.480                | 120.654                |
| Doğubeyazıt            | 111.299                | 120.320                |
| Diyadin                | 45.937                 | 42.340                 |
| Eleşkirt               | 40.867                 | 33.940                 |
| Tutak                  | 33.220                 | 30.699                 |
| Taşlıçay               | 22.714                 | 20.490                 |
| Hamur                  | 22.770                 | 18.261                 |
| Ağrı (totaal)          | 530.879                | 536.285                |

De vrouwen in Ağrı zijn bovengemiddeld vruchtbaar, want het vruchtbaarheidscijfer is met 3,6 kinderen per vrouw bijna twee keer hoger dan het Turkse gemiddelde van 2,1. Door het hoge geboortecijfer heeft de provincie een relatief jonge leeftijdsopbouw: 37% van de bevolking is jonger dan 15 jaar, terwijl slechts 4% van de bevolking 65 jaar of ouder is. De bevolking groeit echter erg langzaam vanwege massale emigratie naar steden elders in het land.
De provincie Ağrı is aan het verstedelijken. De urbanisatiegraad steeg binnen vijftig jaar (1965-2015) van 22% naar 56%. De plattelandsbevolking daalde in dezelfde periode van zo'n 78% naar 44%.
Ağrı heeft het hoogste percentage kindhuwelijken in Turkije. In 2016 bestond ongeveer 15,7% van alle bruiden uit meisjes tussen de zestien en zeventien jaar oud. Het Turkse gemiddelde bedroeg in dezelfde periode zo'n 4,6% van alle bruiden.

## Bezienswaardigheden
In de buurt van de plaats Doğubeyazıt zijn het paleis van İshak Paşa en de op een na grootste meteoorkrater ter wereld te vinden.

## Bestuurlijke indeling

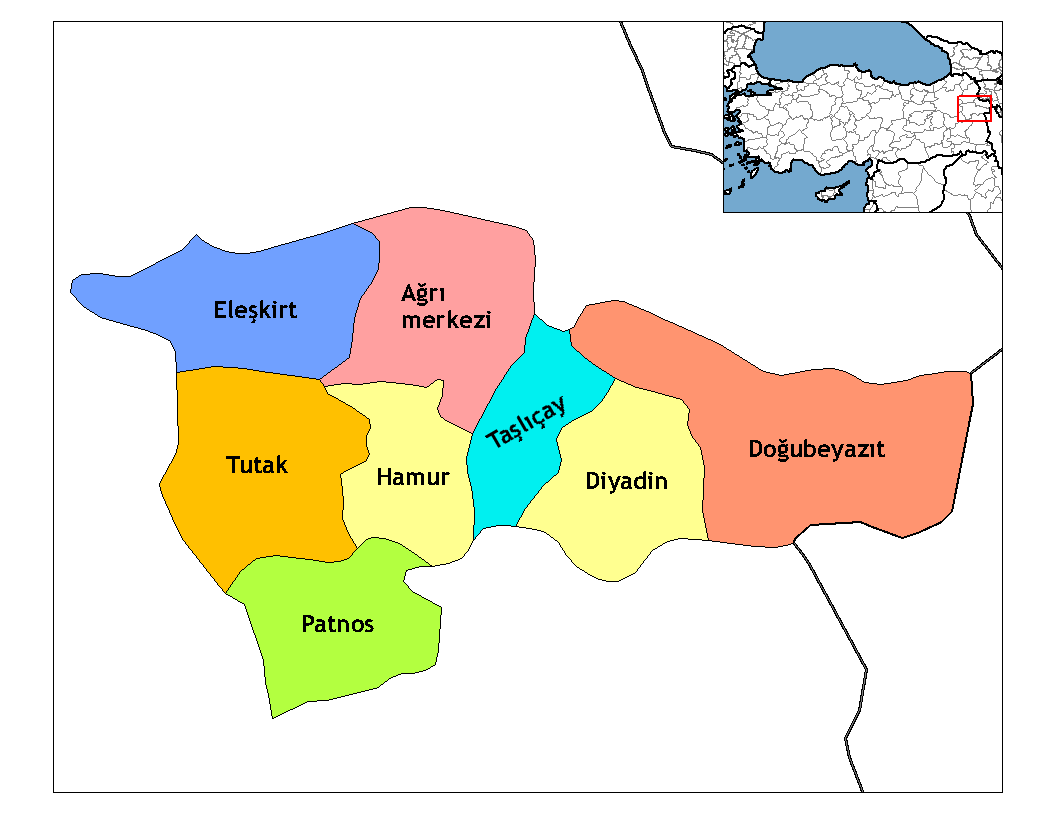
Districten van Ağrı

### Districten
De provincie bestaat uit de volgende acht districten:
| - Ağrı - Diyadin - Doğubeyazıt - Eleşkirt | - Hamur - Patnos - Taşlıçay - Tutak |

## Galerij

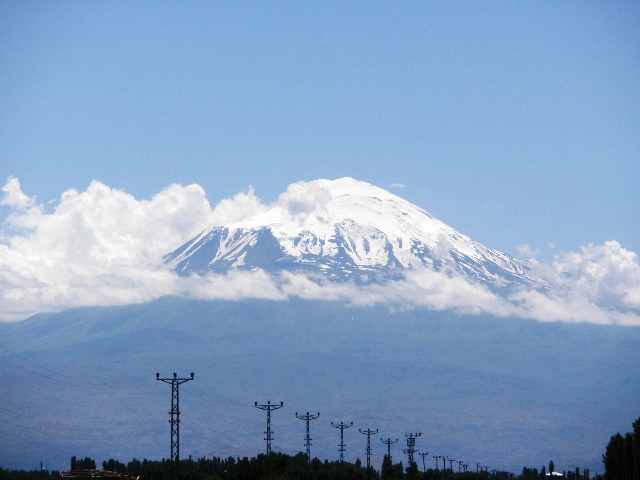
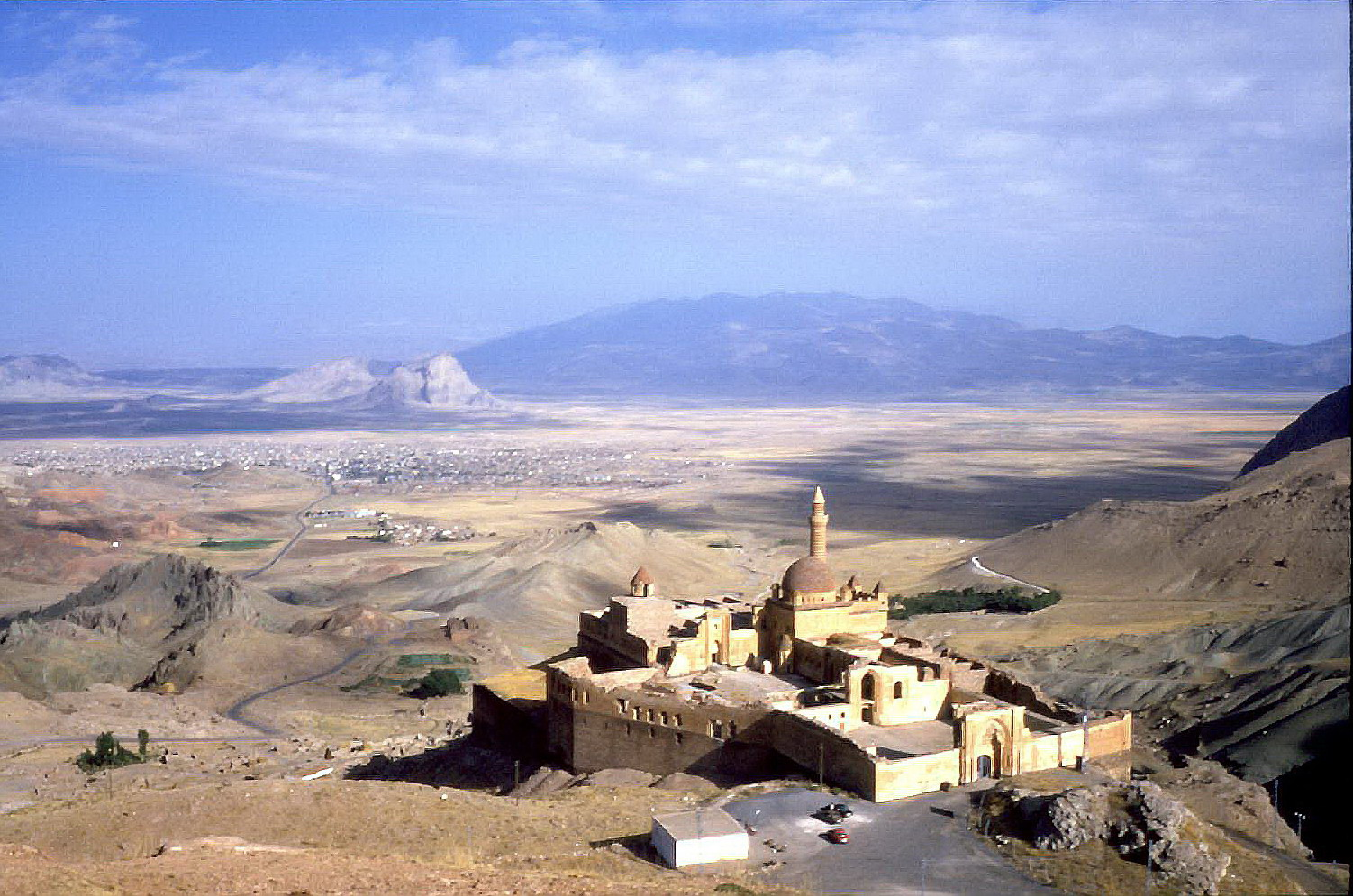
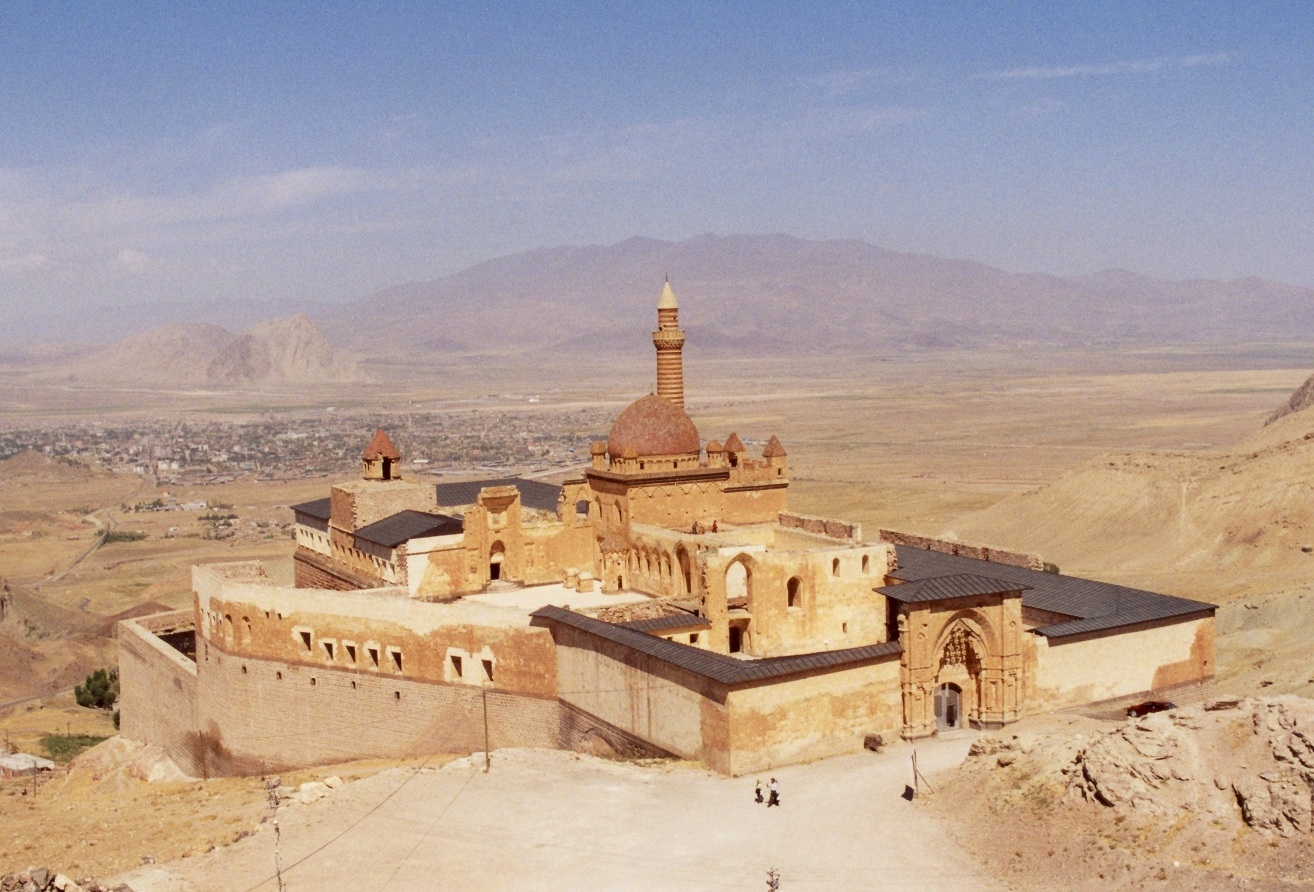